# The Partners
The Partners ist ein Computerspiel in der Art von Die Sims. Es besteht vorwiegend aus der Simulation von menschlichen Bedürfnissen und Beziehungen.

## Spielablauf
Der Spieler überblickt aus der Draufsicht sämtliche Räume einer Anwaltskanzlei mit den dort verkehrenden Personen. Durch Zoomen und Drehen kann der Blickwinkel beliebig verändert werden. Die Spielfiguren bewegen sich alle selbstständig, die Hauptfiguren können vom Spieler, der sozusagen der gute Geist des Hauses ist, durch Befehle beeinflusst werden.
Dabei gilt es, deren neun je nach Charakter unterschiedlich ausgeprägte Schlüsselbedürfnisse zu befriedigen. Dies kann mit Hilfe von dazu geeigneten Gegenständen geschehen oder auch durch Interaktion mit einer anderen Spielfigur. Zwischen den Figuren sind über hundert unterschiedliche Interaktionen möglich, die von Schlägen bis zu Intimwerden reichen. Während der Spieler den beeinflussbaren Akteuren nach Belieben das Benutzen von Gegenständen befehlen kann, darf er eine Interaktion zwischen ihnen nur anordnen, wenn deren Beziehungen untereinander das auch zulassen, und auch dann ist der Ausgang ungewiss.
Von Zeit zu Zeit wird der Anwaltskanzlei die Übernahme eines Falles angeboten. Der Spieler entscheidet über die Annahme und auch darüber, welcher Hauptanwalt und welche Nebenanwälte damit betraut werden. Die Aussicht, einen Fall zu gewinnen, hängt davon ab, wie oft die Anwälte daran arbeiten und wie gut die Stimmung des Hauptanwalts am Verhandlungstag ist. Das bei einem gewonnenen Verfahren eingehende Geld kann zur Ausstattung der Anwaltskanzlei mit Möbeln und Geräten oder zum Ankauf von neuen Räumen benutzt werden.

## Kampagnen
Das Gewinnen von Fällen und die damit verbundenen Einnahmen sind aber nur Mittel zum Zweck, denn das Spielziel ist es, eine bestimmte vorgegebene Kampagne zu gewinnen. Bei The Partners kann der Spieler zwischen drei Kampagnen wählen:
- Vorsicht, Webcam! Eva Tex, Mitinhaberin der Anwaltskanzlei Sea, Tex & Sun, soll die Schokohasenfabrik ihres verstorbenen Onkels Sammy erben. Bedingung ist allerdings, dass sie sich vor Ostern nicht verliebt. So muss sie darauf achten, dass sie nicht vor der installierten Webcam flirtet.
- Eine verhängnisvolle Affäre. Isabella Gordon hat ihren Ehemann mit einer Praktikantin erwischt und diese gefeuert. Ein neuer Seitensprung vor ihren Augen würde die Scheidung und Schließung der Kanzlei Gordon & Gordon bedeuten. Doch gerade wurde die neue Anwältin Jessica Woods eingestellt.
- Endzeitstimmung. Der strenge J. R. Goodnight will gegen Ende des Jahres das Geschäft an seinen Sohn Bobby übergeben. Bobby und Wendy, die insgeheim ein Paar sind, müssen jetzt noch vorsichtiger sein.

Damit eine Kampagne erfolgreich abgeschlossen werden kann, müssen innerhalb der Kampagnen auch eine Reihe von Missionen erfüllt werden, insgesamt 21. Dabei müssen bestimmte Figuren eine Leistung erbringen oder Fälle gewinnen, die größte Bedeutung haben aber die Interaktionen zwischen den Figuren.
Darüber hinaus kann der Spieler ein offenes und zeitlich unbegrenztes Spiel nach seinen eigenen Kriterien gestalten. Dazu benutzt er eine der drei Räumlichkeiten und bis zu sieben Figuren aus den Kampagnen, wobei er Namen und Charakter dieser Figuren nun selbst festlegen kann.

## Kritiken
Als Vorbild des meist freundlich aufgenommenen Spiels wurde außer dem Computerspiel Die Sims auch die Fernsehserie Ally McBeal genannt. Bemängelt wurde unter anderem fehlende Aufstiegsmöglichkeiten der Figuren sowie deren Beschränkung auf die Bürowelt.